# NiSource
NiSource, Inc.  ( NYSE : NI ),  est une société par actions américaine du secteur énergétique engagée dans le transport, le stockage et la distribution du gaz naturel, en plus d'avoir des intérêts dans la production, le transport et distribution d'électricité. Elle figure au classement du Fortune 500 et son titre est une composante du Dow Jones Utility Average. Son siège social est établi à Merrillville (Indiana). Les différentes filiales de NiSource fournissent de l'énergie à 3,3 millions de clients situés dans un corridor qui s'étend de la côte du Golfe à la Nouvelle-Angleterre, en passant par le Midwest.

## Historique
La société a été constituée en Indiana en 1987 sous la raison sociale de NIPSCO Industries Inc. Elle a été renommée NiSource le 14 avril 1999.

## Activités
La société est organisée autour de trois segments principaux. La distribution de gaz, le transport et le stockage de gaz et la production et la distribution d'électricité. Les entreprises exploitées par NiSource comprennent:
- Northern Indiana Public Service Company (NIPSCO) - distribution de gaz naturel
- Columbia Gas  - distribution de gaz naturel
- Bay State Gas- distribution de gaz naturel
- Columbia Gas Transmission
- Energy USA TPC
- NiSource Gas Transmission & Storage

### Distribution du gaz naturel
NiSource est un distributeur de gaz réglementé actif dans sept états. Sa filiale Columbia Gas dessert 2,2 millions de clients en Ohio, au Kentucky, en Pennsylvanie, au Maryland et en Virginie. En Indiana, elle dessert 800 000 clients dans le nord de l'état par le biais de Northern Indiana Public Service Company (NIPSCO), Kokomo Gas et Northern Indiana Fuel and Light. Enfin, Bay State Gas compte près de 300 000 clients au Massachusetts.

### Transport et stockage
NiSource Gas Transmission & Storage Operations compte trois filiales, Columbia Gas Transmission, Columbia Gulf Transmission et Crossroads Pipeline. Cette division exploite un réseau de gazoducs de 15 000 mi (24 100 km) qui s'étend du golfe du Mexique au lac Érié dans l'État de New York. Son réseau gazier dessert des distributeurs de gaz dans 16 états et le District de Columbia. La division est également responsable de sites de stockage d'une capacité maximale de 639 milliards de pi³ (18.1 milliards de m³).
Le développement des gaz de schiste dans le nord-est des États-Unis représente une occasion de croissance pour la division. En 2009, NiSource a augmenté sa capacité de stockage en ouvrant un site en Ohio, étendu son réseau de transport afin de desservir trois producteurs de gaz dans les Appalaches et investi 125 millions de dollars dans un projet d'expansion de sa capacité de transport dans la région du Marcellus Shale.
L'entreprise participe également à deux coentreprises dans le secteur du transport de gaz naturel. Elle s'est associée à DTE Energy et National Grid dans Millenium Pipeline, un gazoduc de 30 po (76 cm) long de 180 mi (290 km) destiné à alimenter le sud de l'État de New York. NiSource est aussi impliquée dans le site de stockage de Hardy, en Virginie-Occidentale, un projet qu'elle mène avec la société Piedmont.

### Électricité
En plus de ses activités gazières, la Northern Indiana Public Service Company produit, transporte et distribue de l'électricité à 450 000 clients dans une vingtaine de comtés du nord de l'Indiana. Elle dispose d'une dizaine de centrales avec une puissance installée de 3 322 mégawatts, dont trois centrales thermiques au charbon (2 574 mégawatts) et une centrale de cogénération au gaz naturel à cycle combiné de 535 MW. La production de ces centrales assure 85 % de l'approvisionnement nécessaire pour alimenter son réseau de distribution.
NIPSCO exploite également un réseau de lignes de transport électrique de 2 792 mi (4 490 km) à des tensions entre 69 et 345kV. Son réseau de transport est interconnecté avec cinq réseaux voisins.